# Orphulina pulchella
Orphulina pulchella är en insektsart som beskrevs av Giglio-tos 1894. Orphulina pulchella ingår i släktet Orphulina och familjen gräshoppor. Inga underarter finns listade i Catalogue of Life.